# Euphyia instipata
Euphyia instipata är en fjärilsart som beskrevs av Walker 1862. Euphyia instipata ingår i släktet Euphyia och familjen mätare. Inga underarter finns listade i Catalogue of Life.